# Première bataille de Deep Bottom
Guerre de Sécession
Batailles
Campagne de Richmond-Petersburg
- 1re Petersburg
- 2e Petersburg
- Jerusalem Plank Road
- Raid de Wilson–Kautz
- Stauton River Bridge
- Sappony Church
- 1re Ream's Station
- 1re Deep Bottom
- Cratère
- 2e Deep Bottom
- Globe Tavern
- 2e Ream's Station
- Raid de Beefsteak
- Chaffin's Farm
- Peebles' Farm
- Vaughan Road
- Darbytown & New Market Roads
- Darbytown Road
- Fair Oaks & Darbytown Road
- Boydton Plank Road
- Bataille de Trent's Reach
- Hatcher's Run
- Fort Stedman

La première bataille de Deep Bottom, aussi connue comme Darbytown, Strawberry Plains, New Market Road, ou Gravel Hill, s'est déroulée les 27-29 juillet 1864, à Deep Bottom dans le comté de Henrico, en Virginie, dans le cadre du siège de Petersburg lors de la guerre de Sécession. Une force de l'Union sous les ordres des majors généraux Winfield S. Hancock et Philip H. Sheridan est envoyée en expédition pour menacer Richmond, en Virginie, et ses chemins de fer, avec l'intention d'attirer les troupes confédérées loin de la ligne défensive de Petersburg, en prévision de la prochaine bataille du Cratère. La force d'infanterie et de cavalerie de l'Union est incapable de percer les fortifications confédérées à Bailey's Creek et Fussell's Mill et se retire, mais atteint l'effet désiré de réduire momentanément les forces confédérées à Petersburg.

## Contexte
Deep Bottom est le nom familier pour une zone de la James River dans le comté de Henrico à 17 kilomètres (11 miles) au sud-est de Richmond, en Virginie, à un coude du fleuve en forme de fer à cheval connu comme le Jones Neck (cou de Jones). C'est un point de passage pratique de la région des Bermuda Hundred sur la rive sud du fleuve.
Le lieutenant général Ulysses S. Grant commence le siège de la ville de Petersburg, en Virginie, après l'échec des premiers assauts pour percer les lignes confédérées du 15 au 18 juin 1864. Alors que la cavalerie de l'Union mène le raid Wilson-Kautz (22 juin – 1er juillet) dans une tentative de couper les lignes de chemin de fer menant à Petersburg, Grant et ses généraux planifient de renouveler  l'assaut contre les fortifications de Petersburg, une attaque prévue pour le 30 juillet, qui va être connue comme la bataille du Cratère. En espérant augmenter les chances de succès à Petersburg, Grant prévoit un mouvement contre Richmond que le général Robert E. Lee devra probablement contrer avec des troupes prélevées sur la ligne de Petersburg.
Le 26, nous avons commencé un mouvement avec le corps de Hancock et la cavalerie de Sheridan au côté nord par le chemin de Deep Bottom, où Butler avait posé un pont ponton. Le plan, en général, était de laisser la cavalerie s'affranchir et, rejoignant la cavalerie de Kautz de l'armée du James, se débrouille des lignes de Lee et détruire autant que possible le chemin de fer de Virginie centrale, alors que, en attendant , l'infanterie devait se déplacer afin de protéger leurs arrières et couvrir leur retraite après avoir réussi leur tâche. Nous avons réussi à attirer les troupes de l'ennemi vers le côté nord de la James comme je m'y attendais.
Grant ordonne au IIe corps de l'armée du Potomac, commandé par le major général Winfield S. Hancock, et à deux divisions du corps de cavalerie du major général Philip H. Sheridan de traverser la rivière à Deep Bottom avec un pont flottant et d'avancer contre la capitale confédérée. Une division du Xe corps (armée de la James), commandée par le brigadier général Robert S. Foster, a déjà traversé sur un deuxième pont flottant, juste en amont pour sécuriser une tête de pont sur la rive nord du fleuve. Le plan de Grant demande à Hancock  de clouer les confédérés à Chaffin's Bluff et d'empêcher des renforts adverses contre la cavalerie de Sheridan qui attaquera Richmond, si cela est possible. Si elle ne le peut pas - une situation que Grant considère comme la plus probable - Sheridan a reçu l'ordre de contourner la ville au nord et à l'ouest et  de couper le chemin de fer de la Virginie Centrale, qui ravitaille Richmond à partir de la vallée de la Shenandoah.
Les ouvrages de campagne confédérés protégeant Richmond sont commandés par le lieutenant général Richard S. Ewell. Lorsque Lee découvre le mouvement imminent de Hancock, il ordonne que les lignes de Richmond soient renforcées jursqu'à 16 500 hommes. Les quatre brigades de la division du major général Joseph B. Kershaw rejoignent la brigade du colonel John S. Fulton du département de Richmond et les brigades des brigadiers généraux James H. Lane et Samuel McGowan de la division du major général Cadmus M. Wilcox. Les renforts sont déplacés vers l'est sur New Market Road (aujourd'hui la Virginia State Route 5) et prennent position sur la face orientale des New Market Heights.

## Bataille

### 27 juillet

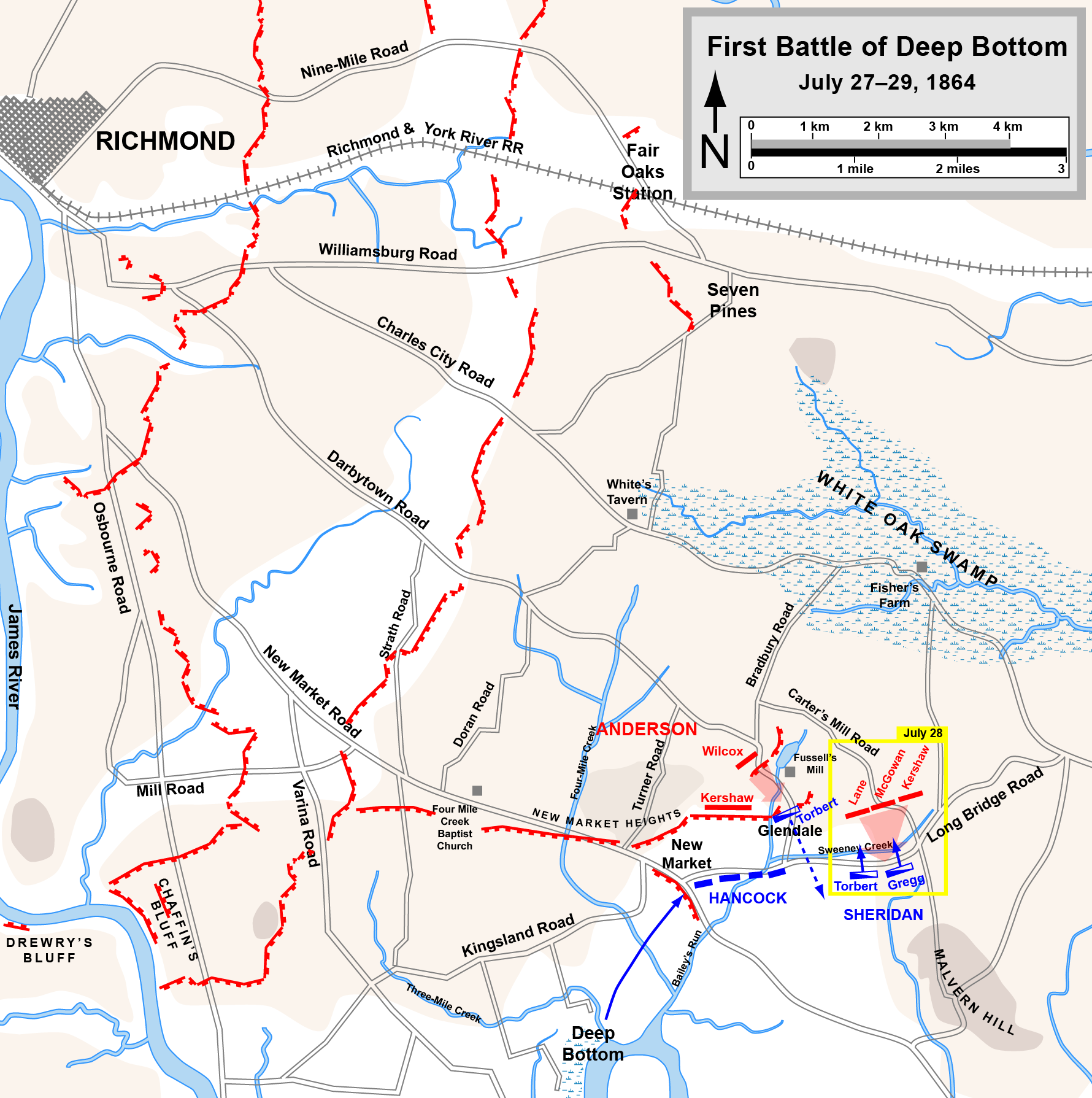
Première bataille de Deep Bottom
Confédération
Union

Hancock et Sheridan traversent le pont flottant à partir de 3 heures du matin, le 27 juillet. Le IIe  corps avance avec la division du major général John Gibbon sur la gauche, le brigadier général Francis C. Barlow au centre, et le brigadier général Gershom Mott sur la droite. Ils passent au-delà des trous d'homme confédérés sur New Market Road, capturent quatre canons, et continuent d'avancer vers Long Bridge Road. Après avoir été distrait par le feu de l'artillerie confédérée, que l'infanterie de Mott parvient à supprimer le IIe corps prend position sur la rive est de Bailey's Creek, à partir de New Market Road à proximité de Fussell's Mill. La cavalerie de Sheridan chevauche vers les hauteurs sur la droite, surplombant l'étang. La division de cavalerie du brigadier général Alfred T. A. Torbert prend les hauteurs près de Fussell's Mill, mais le 10th et le 50th Gerogia Infantry contre-attaquent et la repoussent. Les ouvrages confédérés sur la rive ouest de Bailey's Creek sont impressionnants et Hancock choisit de ne pas les attaquer, passant le reste de la journée à effectuer des reconnaissances.
Alors que Hancock est entravé à Bailey's Creek, Robert E. Lee commence à réunir davantage de renforts venant de Petersburg, réagissant comme Grant l'avait espéré. Il assigne au lieutenant général. Richard H. Anderson de prendre le commandement du secteur de Deep Bottom et y envoie la division d'infanterie du major général Henry Heth et la division de cavalerie du major général W. H. F. « Rooney ». Des troupes sont également détachées à la hâte du département de Richmond pour aider les hommes dans les tranchées.

### 28 juillet
Le matin du 28 juillet, Grant renforce Hancock avec une brigade du XIXe corps, qui libère la division de Gibbon de sa position sur le New Market Roaad pour aider lors d'une attaque sur la gauche confédérée. Les hommes de Sheridan tentent de tourner la gauche confédérée en avançant sur le Gravel Hill, mais leur mouvement est perturbé par une attaque confédérée. Trois brigades - celles de Lane, McGowan, et Kershaw (sa brigade d'origine avant de devenir commandant de division) - attaquent le flanc droit de Sheridan. Les cavaliers de l'Union forment une ligne de bataille dans laquelle ils se couchent juste au-delà d'une  ligne de crête peu profonde. Les confédérés chargent la crête et rencontrent un feu nourri des carabines à répétition de l'Union. Les fédéraux montés de la réserve de Sheridan poursuivent et capturent près de 200 prisonniers ; les confédérés parviennent à prendre un seul canon de l'Union avant de se retirer dans leurs ouvrages en terre.

## Conséquences
Dans l'après-midi du 28 juillet, Hancock a repositionné ses divisions pour s'assurer que sa force peut retourner vers le point de passage du Deep Bottom sans interférence. Aucun autre combat ne se produit et l'expédition contre Richmond et ses chemins de fer est abandonnée. Convaincu que l'opération a distrait suffisamment les forces confédérées de son front, le général Grant décide de procéder à l'assaut contre le Cratère le 30 juillet. Il ordonne à Hancock d'envoyer la division de Mott dans les tranchées de Petersburg pendant la nuit, de sorte que le XVIIIe corps puisse prendre position pour soutenir l'assaut. Le reste du IIe corps et la cavalerie retraversent la James le 31 juillet.
Les pertes de l'Union lors de la première bataille de Deep Bottom sont de 488 hommes (62 tués, 340 blessés, et 86 disparus ou capturés) ; les pertes confédérées sont de 679 hommes (80 tués, 391 blessés, 208 disparus ou capturés). La deuxième bataille de Deep Bottom aura lieu essentiellement de la même région, du 13 au 20 août 1864.